# Tadeusz Topór-Wąsowski
Tadeusz Ignacy Topór-Wąsowski ps. „Rupert”, „Topór”, „Nowicki” (ur. 31 lipca 1886 w Chlewiskach, zm. 27 czerwca 1946 na terytorium Komijskiej Autonomicznej Socjalistycznej Republiki Radzieckiej) – major piechoty Wojska Polskiego, kawaler Orderu Virtuti Militari.

## Życiorys
Tadeusz Ignacy Topór-Wąsowski urodził się 31 lipca 1886 roku w Chlewiskach, w rodzinie Władysława i Heleny z Pogonowskich .
W marcu 1904 roku jako uczeń 7 klasy gimnazjum został usunięty ze szkoły za działalność konspiracyjną. W lipcu tego roku rozpoczął działalność w Polskiej Partii Socjalistycznej na terenie Wierzbnika, obecnej dzielnicy Starachowic, a później w Organizacji Bojowej PPS. W 1905 roku był uczestnikiem rewolucji w Królestwie Polskim. W 1906 roku został członkiem Okręgowego Komitetu Robotniczego PPS w Radomiu. Od maja do grudnia 1906 roku oraz od czerwca do lipca 1907 roku był więziony. Następnie przeniósł się do zaboru austriackiego. Mieszkał we Lwowie i Krakowie. Należał do Związku Walki Czynnej. Od stycznia 1912 roku do maja 1913 roku był członkiem Związku Strzeleckiego. W czerwcu 1913 roku, na polecenie przełożonych, wyjechał do Stanów Zjednoczonych Ameryki, gdzie podjął działalność w Związku Sokołów Polskich w Ameryce. Od września 1913 roku służył w 2 Chicagowskim pułku piechoty Gwardii Narodowej. We wrześniu 1914 roku został mianowany podporucznikiem. W grudniu 1914 roku złożył dymisję i w styczniu następnego roku powrócił do kraju . 
2 lutego 1915 roku wstąpił do Legionów Polskich. Początkowo pełnił służbę w 1 kompanii I batalionu 1 pułku piechoty, a później w Oddziale Wywiadowczym Rajmunda Jaworowskiego. W kwietniu 1916 roku został przydzielony do Polskiej Organizacji Wojskowej na Lubelszczyźnie .
W listopadzie 1918 roku pełnił funkcję dowódcy koszar I batalionu 23 pułku piechoty. Od 16 grudnia 1918 roku kierował Stacją Zborną w Lublinie. 12 stycznia 1919 roku zachorował i do 13 marca przebywał w szpitalu. Po rekonwalescencji został skierowany do służby w Żandarmerii Polowej .  
Dekretem Naczelnego Wodza Wojsk Polskich z 7 maja 1919 roku został przyjęty z „grupy byłych Legionów Polskich” do Wojska Polskiego, z zatwierdzeniem posiadanego stopnia podporucznika taborów, z zaliczeniem do I Rezerwy armii i jednoczesnym powołaniem do czynnej służby na czas wojny aż do demobilizacji. Równocześnie Minister Spraw Wojskowych potwierdził jego przydział z dniem 1 listopada 1918 roku do Generalnej Ekspozytury Żandarmerii. 11 maja 1919 roku przybył do Wilna i objął dowództwo Ekspozytury Żandarmerii Polowej. Zastąpił na tym stanowisku porucznika Raczkiewicza, który został usunięty przez generała porucznika Stanisława Szeptyckiego z powodu sporu kompetencyjnego z podporucznikiem Krassuskim, szefem Oddziału Kontrwywiadowczego przy Sztabie Frontu Litewsko-Białoruskiego w Wilnie. Generał Szeptycki miał usunąć podporucznika Raczkiewicza bez wiedzy i bez porozumienia z majorem Stanisławem Krzaczyńskim, ówczesnym szefem Ekspozytury Generalnej Żandarmerii Polowej, któremu bezpośrednio podlegała Ekspozytura Żandarmerii Polowej w Wilnie. Z raportu sporządzonego 26 maja 1919 roku przez Walerego Sławka ówczesnego szefa Oddziału I Sztabu Frontu Litewsko-Białoruskiego wynika, że podporucznik Krassuski w następstwie rewizji przeprowadzonej przez majora Krzaczyńskiego miał być zawieszony w czynnościach służbowych i oddany przez generała Szeptyckiego pod sąd. W swoim raporcie Walery Sławek informuje Józefa Piłsudskiego, że podporucznik Krassuski w dalszym ciągu pełni obowiązki szefa defensywy frontu.
Tadeusz Topór-Wąsowski uczestniczył w wojnie z bolszewikami. 24 lipca 1920 roku podczas walki pod Kuźnicą Białostocką, skutecznie zabezpieczał odwrót artylerii polskiej, za co później został odznaczony Krzyżem Srebrnym Orderu Virtuti Militari . 
1 czerwca 1921 roku pełnił służbę w Dowództwie Okręgu Generalnego „Warszawa”, a jego oddziałem macierzystym był 1 pułk piechoty Legionów. 3 maja 1922 roku został zweryfikowany w stopniu kapitana ze starszeństwem z dniem 1 czerwca 1919 roku i 1710. lokatą w korpusie oficerów piechoty, a jego oddziałem macierzystym był nadal 1 pułk piechoty Legionów. W następnych latach nadal pełnił służbę w 1 pułku piechoty Legionów w Wilnie. W listopadzie 1928 roku został przeniesiony macierzyście do kadry oficerów piechoty z równoczesnym przydziałem do Powiatowej Komendy Uzupełnień Wilno Powiat na sześciomiesięczną praktykę poborową. 
20 września 1930 roku został zwolniony z zajmowanego stanowiska w PKU Wilno Powiat i pozostawiony bez przynależności służbowej z równoczesnym oddaniem do dyspozycji dowódcy Okręgu Korpusu Nr III. Z dniem 31 marca 1931 roku został przeniesiony w stan spoczynku. W 1934 roku pozostawał w ewidencji Powiatowej Komendy Uzupełnień Wilno Miasto. Posiadał przydział do Oficerskiej Kadry Okręgowej Nr III. Był wówczas „przewidziany do użycia w czasie wojny”.
W czasie okupacji sowieckiej, a następnie niemieckiej działał w wileńskiej konspiracji. Był komendantem dzielnicy „B”, a w 1944 roku komendantem dzielnicy „C” garnizonu AK Wilno. 27 grudnia 1944 roku, po zajęciu miasta przez Armię Czerwoną, został aresztowany. W dniach 17–18 sierpnia 1945 roku Trybunał Wojskowy NKWD skazał go na karę 15 lat robót w łagrze. 19 grudnia 1945 roku został przetransportowany do Workutłagu. Zmarł 27 czerwca 1946 roku w obozie . 

## Ordery i odznaczenia
- Krzyż Srebrny Orderu Wojskowego Virtuti Militari[17]
- Krzyż Niepodległości z Mieczami – 16 marca 1937 roku (zamiast uprzednio nadanego Krzyża Niepodległości)[18]
- Krzyż Niepodległości – 19 grudnia 1933 roku[19]
- Medal Pamiątkowy za Wojnę 1918-1921 „Polska Swemu Obrońcy”
- Medal Dziesięciolecia Odzyskanej Niepodległości
- Odznaka „Za wierną służbę”
- Odznaka „Za przyjazd z Ameryki do Legionów”
- Krzyż „Za zdobycie Wilna”